# Serie Final de la Liga de Béisbol Profesional de la República Dominicana 2012-13
La Serie Final de la Liga de Béisbol Profesional de la República Dominicana 2012-13, se disputó entre el 18 y 22 de enero del 2013, entre los Leones del Escogido y las Águilas Cibaeñas, resultando campeones los Leones por barrida en cinco juegos.
Esta fue la decimosegunda ocasión en la que estos equipos se enfrentaron en una final, serie que actualmente está 6 a 6 entre ambos conjuntos. Los melenudos se coronaron en las temporadas 1955-56, 1960-61, 1980-81, 1989-90, 2011-12 y esta, 2012-13, mientras que las cuyayas se han coronado en las temporadas 1964-65, 1966-67, 1978-79, 1996-97, 2000-01 y 2002-03.
Los Leones del Escogido disputaron su vigésima séptima serie final; mientras que las Águilas Cibaeñas disputaron su trigésima séptima serie final. Este evento fue una reedición de manera consecutiva de la serie final 2011-12.

## Trayectoria hasta la Serie Final
Estos son los resultados de ambos equipos desde el comienzo de la temporada:
| Equipo              | Serie regular        | Round Robin          |
| ------------------- | -------------------- | -------------------- |
| Águilas Cibaeñas    | 32-18 (primer lugar) | 11-6 (primer lugar)  |
| Leones del Escogido | 23-28 (cuarto lugar) | 10-7 (segundo lugar) |

## Desarrollo

### Juego 1
| Equipo  | 1 | 2 | 3 | 4 | 5 | 6 | 7 | 8 | 9 | 10 | C  | H  | E |
| ------- | - | - | - | - | - | - | - | - | - | -- | -- | -- | - |
| Leones  | 0 | 0 | 0 | 3 | 4 | 0 | 0 | 0 | 0 | 3  | 10 | 12 | 0 |
| Águilas | 1 | 1 | 0 | 3 | 0 | 0 | 0 | 1 | 1 | 0  | 7  | 13 | 1 |

LG: José Cobos (1-0)  LP: T.J. Peña (0-1)  

- Box score

### Juego 2
| Equipo  | 1 | 2 | 3 | 4 | 5 | 6 | 7 | 8 | 9 | C | H  | E |
| ------- | - | - | - | - | - | - | - | - | - | - | -- | - |
| Águilas | 0 | 0 | 4 | 0 | 1 | 0 | 0 | 0 | 0 | 5 | 12 | 1 |
| Leones  | 0 | 1 | 0 | 4 | 0 | 0 | 3 | 0 | X | 8 | 14 | 0 |

LG: José Cobos (2-0)  LP: Marco Tovar (0-1)  SV: Jhonny Núñez (1)  
HRs:  AC – Héctor Luna (1)
- Box score

### Juego 3
| Equipo  | 1 | 2 | 3 | 4 | 5 | 6 | 7 | 8 | 9 | C | H  | E |
| ------- | - | - | - | - | - | - | - | - | - | - | -- | - |
| Leones  | 0 | 2 | 0 | 0 | 3 | 2 | 0 | 2 | 0 | 9 | 14 | 1 |
| Águilas | 0 | 0 | 0 | 0 | 0 | 0 | 0 | 0 | 0 | 0 | 4  | 2 |

LG: Nelson Figueroa (1-0)  LP: Seth Etherton (0-1)  
HRs:  LE – Jorge Cantú (1)
- Box score

### Juego 4
| Equipo  | 1 | 2 | 3 | 4 | 5 | 6 | 7 | 8 | 9 | 10 | 11 | C | H  | E |
| ------- | - | - | - | - | - | - | - | - | - | -- | -- | - | -- | - |
| Águilas | 0 | 0 | 0 | 1 | 1 | 0 | 0 | 0 | 0 | 0  | 0  | 2 | 10 | 3 |
| Leones  | 0 | 0 | 0 | 0 | 2 | 0 | 0 | 0 | 0 | 0  | 1  | 3 | 10 | 1 |

LG: Nelson Payano (1-0)  LP: Juan Sandoval (0-1)  

- Box score

### Juego 5
| Equipo  | 1 | 2 | 3 | 4 | 5 | 6 | 7 | 8 | 9 | C | H | E |
| ------- | - | - | - | - | - | - | - | - | - | - | - | - |
| Leones  | 0 | 2 | 0 | 0 | 0 | 0 | 1 | 0 | 0 | 3 | 8 | 0 |
| Águilas | 0 | 0 | 0 | 0 | 0 | 0 | 0 | 0 | 0 | 0 | 5 | 1 |

LG: Kris Johnson (1-0)  LP: Marco Tovar (0-2)  SV: Fernando Rodney (1)  
HRs:  LE – Fernando Tatis (1)
- Box score

### Box score completo
Serie Final de la LIDOM 2012-13 (5-0): Los Leones del Escogido vencen a las Águilas Cibaeñas.
| Equipo              | 1 | 2 | 3 | 4 | 5 | 6 | 7 | 8 | 9 | 10 | 11 | C  | H  | E |
| ------------------- | - | - | - | - | - | - | - | - | - | -- | -- | -- | -- | - |
| Leones del Escogido | 0 | 5 | 0 | 7 | 9 | 2 | 4 | 2 | 0 | 3  | 1  | 33 | 58 | 2 |
| Águilas Cibaeñas    | 1 | 1 | 4 | 4 | 2 | 0 | 0 | 1 | 1 | 0  | 0  | 14 | 44 | 8 |

HRs:  LE – Fernando Tatis (1), Jorge Cantú (1)  AC – Héctor Luna (1)